# Limbé
Limbé, in creolo haitiano Lenbe, è un comune di Haiti, capoluogo dell'arrondissement omonimo nel dipartimento del Nord.